# Valencin
 Valencin  es una población y comuna francesa, en la región de Ródano-Alpes, departamento de Isère, en el distrito de Vienne y cantón de Heyrieux.

## Demografía
| 602 | 575 | 721 | 972 | 1763 | 2073 |
| Para los censos de 1962 a 1999 la población legal corresponde a la población sin duplicidades (Fuente: INSEE [Consultar]) |     |     |     |      |      |